# Jellyfish Entertainment
Jellyfish Entertainment (kor. 젤리피쉬 엔터테인먼트) – południowokoreańska agencja rozrywkowa i wydawnictwo muzyczne założone przez kompozytora i producenta Hwang Se-juna 17 sierpnia 2007 roku.
Jellyfish Entertainment zarządza takimi artystami jak Park Yoon-ha, Sung Si-kyung, a także boysband VIXX i girlsband Gugudan. Agencja zarządza także wieloma aktorami.
W listopadzie 2017 roku ogłoszono, że 32% akcji zostało nabytych ponownie przez CJ E&M w sierpniu owego roku; firma stała się największym akcjonariuszem marki mając 51% akcji (19% nabytych w 2013 i 32% w 2017). 6 marca 2020 roku CJ E&M ogłosiło, że sprzedało 40396 akcji firmy Jellyfish o wartości 1,9 miliarda wonów. Udziały zostały przejęte przez Hwang Se-juna, CEO firmy, zwiększając jego udział z 51% do 73,53%.

## Artyści
Źródło:

### Muzycy
| Soliści - Jang Hye-jin - Park Yoon-ha - Leo (VIXX) - Hyuk (VIXX) - Kim Se-jeong - Ken - Lim Seul-ong Zespoły - VIXX - VERIVERY - Evnne |

### Artyści studyjni
- Hwang Se-jun (YellowBIRD/Y.BIRD) (prod. wyk.)
- MELODESIGN

### Aktorzy
- Kang Ji-hwan
- Lee Jong-won
- Julien Kang
- Park Jung-soo
- Kim Sun-young
- Park Ye-jin
- Park Jung-ah
- Choi Ji-na
- Cho Hye-jung
- Kim Gyu-sun
- Baek Seo-e
- Jiyul

### Byli artyści
- Kim Hyeong-jung (2008–2009)
- Altair (Lee Ji-hoon) (2009)
- Kyun Woo (2010)
- Lisa (2008-2010)
- Park Hak-ki (2008–2011)
- Park Jang-hyun (2011)
- Brian Joo (2010–2012)
- Lee Seok-hoon (SG Wannabe) (2012–2013)
- Park Hyo-shin (2008–2016)
- Seo In-guk (2009–2017)
- Sung Si-kyung (2007–2018)
- Gugudan (2016–2020)
  - Hyeyeon (2016–2018)
  - Mimi (2016–2021)
  - Hana (2016–2021)
  - Haebin (2016–2021)
  - Soyee (2016–2021)
  - Hyeyeon (2016–2021)
  - Nayoung (2016–2021)
- Jung So-min
- VIXX (2015–2019)
  - Ravi (2012–2019)
  - Hongbin (2012–2020)
  - N (2012–2020)
  - Hyuk (2012–2022)
- Kim Ye-won (2016–2020)
- Gong Hyun-joo (2016–2020)
- Kim Ye-won (2016–2022)